# Oko ciemieniowe

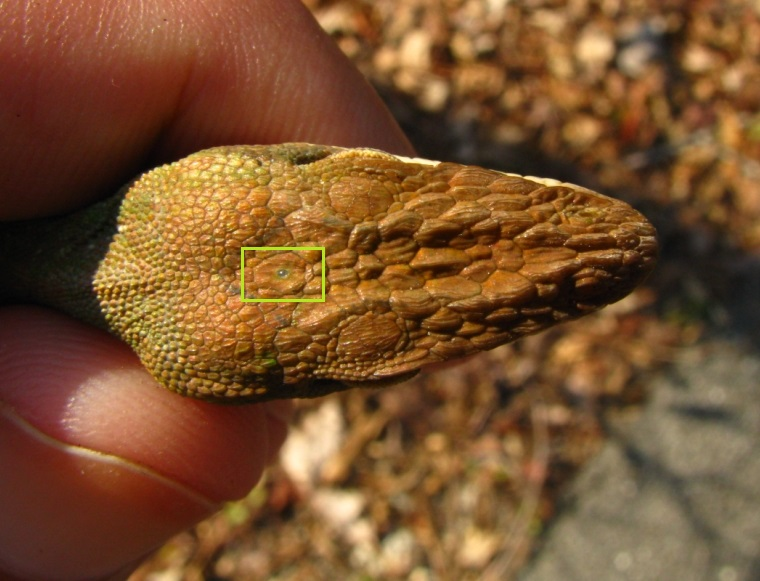
Anolis zielony

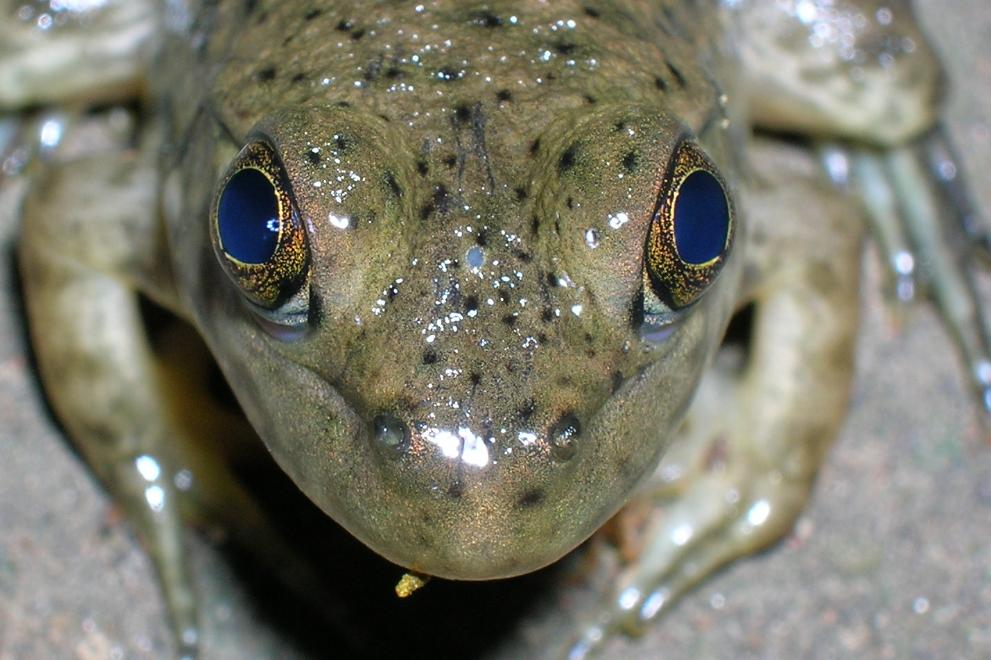
Żaba rycząca

Oko ciemieniowe – trzecie oko, występujące u niektórych grup zwierząt, zwłaszcza prymitywnych gadów. Pierwotnie było w pełni wykształconym trzecim okiem położonym w otworze znajdującym się pomiędzy kośćmi ciemieniowymi. Miało normalnie rozwinięty nerw wzrokowy biegnący do ośrodka wzroku w mózgu. Oko ciemieniowe nie wyewoluowało de novo u wczesnych gadów, ani nawet czworonogów, gdyż homologiczne narządy czułe na światło są obecne u płazów bezogonowych i niektórych ryb, co sugeruje, iż pojawiło się ono u wodnych strunowców jeszcze przed dewonem.
Obecnie oko ciemieniowe występuje tylko u nielicznych gadów, np. hatterii. Funkcje jej oka ciemieniowego pozostają niejasne – może być ono wykorzystywane do absorpcji promieni ultrafioletowych do produkcji witaminy D, jak również do określania cyklu światło-ciemność i pomocy w termoregulacji. Pozostałe gady, takie jak legwany, scynki, warany, jako pozostałość po oku ciemieniowym mają w czaszce otwór ciemieniowy i szczątkowe oko.
U większości współczesnych gadów, ptaków i ssaków pozostałością po oku ciemieniowym jest szyszynka.